# Valentina Pistoli
Valentina Pistoli (1928 Korçë – 1993) byla první albánská architektka. Byla členkou Komunistické strany Albánie a narodila se v Korçë. Studovala architekturu na Sofijské univerzitě a promovala v roce 1952.
Pistoliová vedla skupinu architektů, kteří navrhli patnáctipatrový hotel Tirana.
Během svého působení jako architektka navrhla kromě svého nejvýznamnějšího hotelu Tirana také několik obytných komplexů a na částečný úvazek působila také jako lektorka architektury na Fakultě inženýrství Polytechnické univerzity v Tiraně.

## Úspěchy
Navrhla obytné komplexy v Korçe, Vloře, Elbasanu, hotely v Kukësu, Bajram Curri, Elbasanu, Tiraně, Himaře, Durrësu a divadlo v Kruji. Za její největší úspěch je považován hotel Tirana v centru Tirany, patnáctipatrový hotel s 324 pokoji, který navrhl tým pod jejím vedením na konci 60. let a který byl dokončen v roce 1979. Až do konce 90. let 20. století byl nejvyšší budovou v Albánii.
Za své úspěšné návrhy hotelu a obytných komplexů obdržela Pistoliová v roce 2018 Albánskou cenu za architekturu, kterou čestně převzal její syn Tani Pistoli, a to za to, že byla jednou z prvních žen, které se v daném období staly architektkami, a za své projektové úspěchy, které překračovaly pravidla a nařízení tehdejší komunistické agendy.

## Albánská genderová rovnost
Pokud jde o Albánii a její designérky, existoval zaběhnutý model diskriminace kvůli rovnosti pohlaví v převážně mužském povolání architektury a designu. Ženy musely pracovat dvakrát tvrději než jejich mužské protějšky a zároveň se potýkaly s omezeními danými politickými normami a idealizacemi té doby." Pro Valentinu Pistoliovou bylo stát se architektkou v této době důkazem velkých změn, které měly ve světě architektury nastat. Mnoho žen šlo v jejích stopách a inspirovalo se jejím učením, což poskytlo náskok mnoha albánským architektkám, které nadále tvrdě pracují a získávají si důvěryhodnost tím, že si berou příklad z Pistoliové.
Pistolová se od ostatních projektantů odlišovala svým novým způsobem myšlení architektury založeným na logice a svobodě, a to i přes určité materiálové a estetické limity diktované tehdejším režimem komunistické strany. To Pistoliovou nijak neochromilo a inspirovalo ji to k dalšímu navrhování a koncipování svých výtvorů, aby vytvořila otevřenou perspektivu v době, kdy bylo vše zcela uniformní a neodchylné od minima toho, co bylo potřeba k obživě lidí.